# Liste du patrimoine immobilier classé de Brugelette
Cette page regroupe l'ensemble du patrimoine immobilier classé de la ville belge de Brugelette.
| Objet | Année de construction / Architecte | Adresse | Section communale | Coordonnées                      | Numéro d’inventaire | Illustration |
| --- | ---------------------------------- | ------- | ----------------- | -------------------------------- | ------------------- | --- |
| Le château d'Attre et ses dépendances, à Attre (M) ainsi que l'ensemble formé par ledit château, ses dépendances et le domaine qui l'entoure (S) |                                    |         |                   | 50° 36′ 31″ nord, 3° 50′ 27″ est | 51012-CLT-0001-01   | Le château d'Attre et ses dépendances, à Attre (M) ainsi que l'ensemble formé par ledit château, ses dépendances et le domaine qui l'entoure (S) |
| Rocher artificiel sis dans le site classé du Château d'Attre à Brugelette |                                    |         |                   | 50° 36′ 29″ nord, 3° 50′ 43″ est | 51012-CLT-0002-01   | Image manquanteTéléverser |
| Le pont, les vannes et le mécanisme du moulin dit De la passe Tout Outre, à Brugelette (M) ainsi que l'ensemble formé par ce moulin et les terrains environnants (S) |                                    |         |                   | 50° 36′ 27″ nord, 3° 49′ 53″ est | 51012-CLT-0003-01   | Image manquanteTéléverser |
| Sont déclassés différents bâtiments de l'ancienne abbaye de Cambron-Casteau, à savoir: la basse-cour située à l'ouest de la grande porte (XVIIIe - XIXe siècle) à l'exception de la remise à chariots et du pigeonnier et le château néo-classique édifié par l'architecte LIMBOURG en 1854 (M) ainsi que l'ensemble formé par divers édifices du domaine de l'ancienne abbaye de Cambron-Casteau et leurs abords (S) |                                    |         |                   | 50° 35′ 14″ nord, 3° 53′ 07″ est | 51012-CLT-0004-02   | ancienne abbaye de Cambron-Casteau |
| L'église Saint-Vincent, à Cambron-Casteau |                                    |         |                   | 50° 35′ 22″ nord, 3° 52′ 46″ est | 51012-CLT-0006-01   | Image manquanteTéléverser |
| Les façades et toitures de l'ancien couvent des Carmes ainsi que la maison datée de 1830 accolée à l'ancien couvent à Brugelette |                                    |         |                   | 50° 35′ 34″ nord, 3° 51′ 34″ est | 51012-CLT-0007-01   | Image manquanteTéléverser |
| Les façades et toitures du château d'Attre ainsi que les éléments intérieurs immeubles par destination des pièces suivantes : le vestibule et son oratoire, le grand salon d'été, la pièce occupée par le grand escalier, le salon chinois (y compris les tentures d'origine et les sièges assortis), le salon des archiducs (y compris les sièges d'origine), la chambre de Marie-Christine et son boudoir, le salon d'hiver, la salle à manger et, à l'étage, la bibliothèque et la salle de jeux ainsi que les façades, les murs écrans et les toitures des deux pavillons d'entrée et le site du parc du château |                                    |         |                   | 50° 36′ 31″ nord, 3° 50′ 27″ est | 51012-PEX-0001-01   | château d'Attre |
| Le rocher artificiel sis dans le site classé du Château d'Attre |                                    |         |                   | 50° 36′ 29″ nord, 3° 50′ 43″ est | 51012-PEX-0002-01   | Image manquanteTéléverser |